# Bearcats de Cincinnati
Les Bearcats de Cincinnati (en anglais : Cincinnati Bearcats) sont un club omnisports universitaire qui se réfère aux 18 équipes sportives féminines et masculines représentant l'université de Cincinnati située dans l'Ohio aux États-Unis.  
Les équipes des Bearcats participent aux compétitions organisées par la National Collegiate Athletic Association au sein de sa Division I. 
Depuis 1er juillet 2023, Cincinnati fait partie de la 'Big 12 Conference après avoir été membre de la Big East Conference de 2005 à 2013 et de l'American Athletic Conference de 2013 à 2023.
La présente page est principalement dédiée au traitement du football américain au sein de l'université. Ce programme sportif est le plus réputé de l'université. Il a été créé en 1888. La rivalité avec les Redhawks de Miami donne lieu à un match joué chaque année depuis 1888. Il est surnommé « Victory Bell » et un trophée présentant une cloche est remis à l'équipe victorieuse depuis 1890.

## Sports représentés
| Hommes (8)                                                                      | Femmes (10)       |
| Athlétisme†                                                                     | Athlétisme†       |
| Basketball                                                                      | Basketball        |
| Cross country                                                                   | Cross country     |
| Golf                                                                            | Golf              |
| Natation/Plongeon                                                               | Natation/Plongeon |
| Football américain                                                              | Football (soccer) |
| Baseball                                                                        | Crosse            |
|                                                                                 | Tennis            |
|                                                                                 | Volleyball        |
| † – Athlétisme en salle et en plein air (compte donc pour 2 équipes sportives). |                   |

## Football américain

### Histoire
Le programme de football américain de l'université de Cincinnati a été créé en 1885. Il est un des plus vieux programmes de l'histoire du football américain universitaire. Parmi les programmes de la NCAA Div. I FBS, seuls ceux de Rutgers (1869), Michigan (1879), Navy (1880) et Minnesota (1883) sont plus anciens que celui de Cincinnati.
UC a été impliqué dans plusieurs étapes historiques du football universitaire. Le 8 décembre 1888 le match entre les Bearcats et l'Université de Miami (Ohio) est le premier match de football universitaire joué dans l'État de l'Ohio. Il va lancer une rivalité entre les deux équipes considérée comme la 2e plus ancienne parmi les grandes universités, la rivalité antre la Caroline du Nord et Wake Forest ayant commencé la même année. La bataille pour la Victory Bell est la cinquième rivalité la plus jouée dans le football universitaire, la 3e de la NCAA Div. I FBS.
Quelques années plus tard, en 1897, Cincinnati est invitée à jouer à La Nouvelle-Orléans en récompense de sa très bonne saison. Ce match est considéré comme précurseur des futurs bowls universitaires.
Dans les années 1930, un joueur de football de Cincinnati portait un appareil sur son casque pour protéger son nez cassé. Cet appareil était précurseur du masque facial désormais présent lors de toutes les rencontres. Le premier coup de pied de style football a été également tenté par un Bearcat, Hank Hartong, au début des années 1960.
En 1968, les Bearcats étaient la meilleure équipe à la passe du pays, son quarterback Greg Cook menant les statistiques de la NCAA tandis que son receveur Jim O'Brien était je joueur ayant inscrit le plus de points du pays. Un an plus tard, Cook, recruté par les Bengals de Cincinnati en NFL, est désigné meilleur rookie (débutant) de l'année et deux ans plus tard, il remporte le Super Bowl V lançant de touchdown de la victoire face au Colts d'Indianapolis. 
Le premier joueur des Bearcats à être désigné All-America est Mike Woods en 1977 ce qui lui valut d'être invité au show télévisé de Bob Hope. Le punter Kevin Huber sera la premier joueur de Cincinnati à être désigné deux fois All-American (2007 et 2008).
Le kicker Jonathan Ruffin remporte le Lou Groza Award en 2000 après avoir réussi 26 field goals sur la saison et est également désigné All-American la même année.
Des entraîneurs principaux renommés sont passés par Cincinnati. Le College Football Hall of Famer Frank Cavanaugh y est resté pendant 24 saisons.  Sid Gillman, membre du Collège et Pro Football Hall of Fame a été l'architecte de l'une des plus grandes époques de l'histoire du football de Cincinnati. Il y a remporté trois titres de conférence et a participé à deux bowls au cours de ses six saisons à Cincinnati (1949-54) avant d'officier en NFL. Il est notamment connu pour son attaque aérienne du début des années 1950. L'actuel entraîneur principal Luke Fickell parvient en fin de saison 2021 à classer les Bearcats au 4e rang du pays (meilleur classement jamais atteint) ce qui leur permet d'être sélectionné pour la première fois au College Football Playoff (CFP). Cincinnati est la 1re équipe du Group of Five (en) à se qualifier pour le CFP. Cincinnati est aussi la seule équipe invaincue en fin de saison régulière 2021. Lors de cette saison Cincinnati est même classé 2e équipe du pays, meilleur classement jamais obtenu par les Bearcats.
Avec 134 victoires depuis la saison 2007, les Bearcats sont redevenus pertinents sur la scène nationale. Entre 2008 et 2012, Cincinnati devient la seule équipe FBS à remporter quatre titre de conférence en cinq saisons. Le titre de champions 2008 de la Big East Conference était le premier depuis la saison 1956. En 2009, Cincinnati termine classé no 4 du pays avec 12 victoires (ils retombent à la 8e place après avoir perdu le Sugar Bowl 2010). Les équipes de 2008 et de 2009 seront les premières de l'histoire de Cincinnati à participer au Bowl Championship Series, en jouant respectivement l'Orange et le Sugar Bowl. Les Bearcats ajoutent à leur palmarès deux titres de Big East Conférence (2011 et 2012à ainsi que ceux de l'American Athletic Conference en 2014, 2019 et 2021.
Référence : Cincinnati Bearcats Record Book (PDF)

### Descriptif en début de saison 2024
- Couleurs :   (rouge et noir)[3].
- Dirigeants :

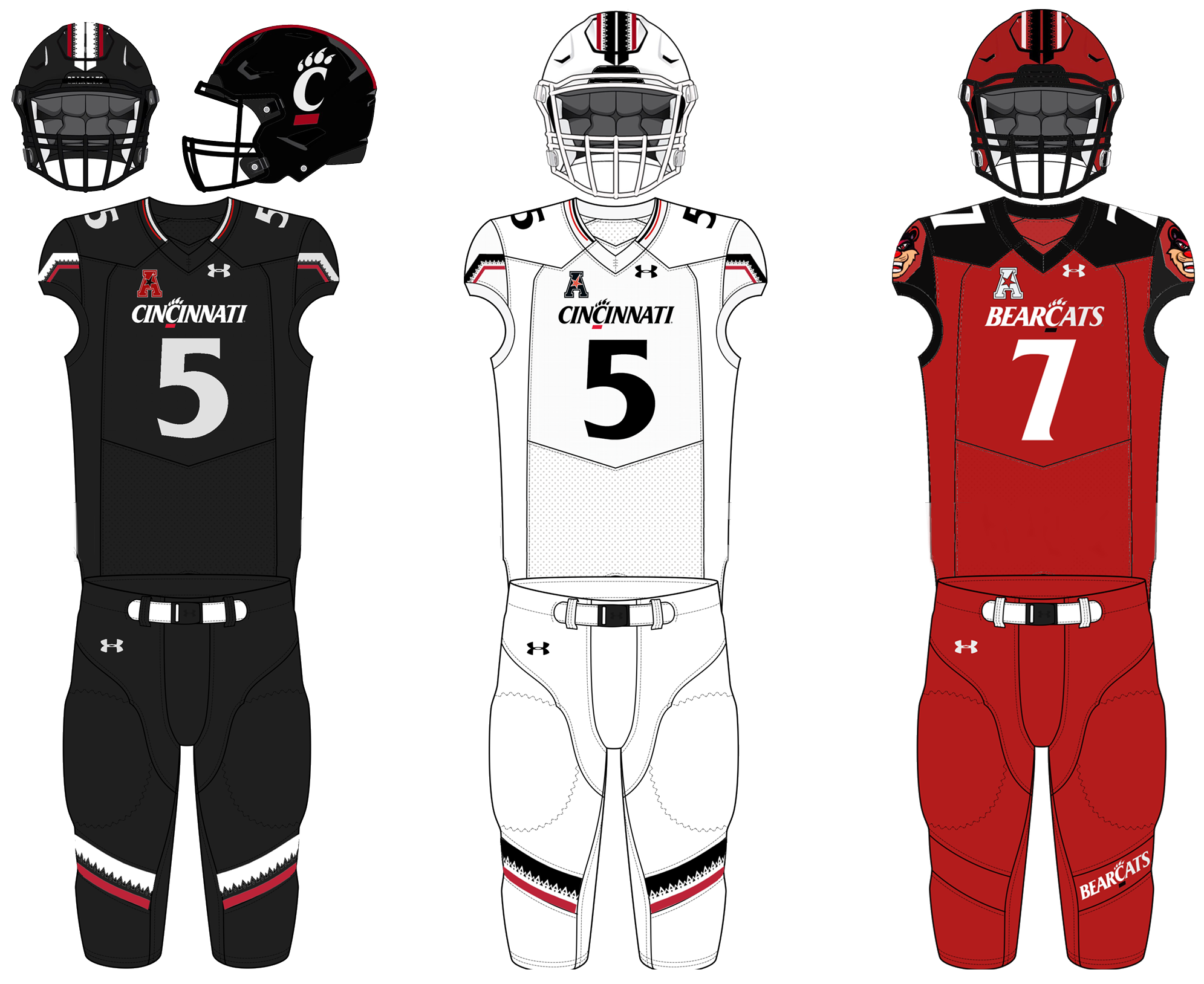
Uniformes des Bearcats.

  - Directeur sportif : John Cunningham
  - Entraîneur principal : Scott Satterfield (en), 2e saison, bilan : 3 - 9  (25,0 %)
- Stade :
  - Nom : Nippert Stadium
  - Capacité : 38 088
  - Surface de jeu : pelouse synthétique (UBU Sports' Speed Series S5-M)
  - Lieu : sur le campus de l'université à Cincinnati en Ohio
- Conférence[4]. :
  - Actuelle : Big 12 Conference (2023-présent)
  - Anciennes : 
    - Indépendants (1885–1909)
    - Ohio Athletic Conference (en) (1910–1925)
    - Buckeye Athletic Conference (en) (1926–1936)
    - Indépendants (1937–1946, aucun match joué en 1943 et 1944)
    - Mid-American Conference (1947–1952)
    - Indépendants (1953–1956)
    - Missouri Valley Conference (1957–1969)
    - Indépendants (1970–1995)
    - Conference USA (1996–2004)
    - Big East Conference (2005–2012)
    - American Athletic Conference (2013–2022)
- Internet :
  - Nom site Web : Gobearcats.com
  - URL : https://gobearcats.com/sports/football
- Bilan des matchs :
  - Victoires : 659 (52%)
  - Défaites : 607
  - Nuls : 50
- Bilan des Bowls  (reconnus par NCAA) :
  - Victoires : 10 (47,6%)
  - Défaites : 11
  - Nuls : 0
- College Football Playoff :
  - Apparitions : 1 (2021
  - Bilan : 0 victoire, 1 défaite
  - Apparitions en College Football Championship Game (finale) : 0
  - Victoires en finale du CFP : 0

- Titres :
  - Titres nationaux : 0

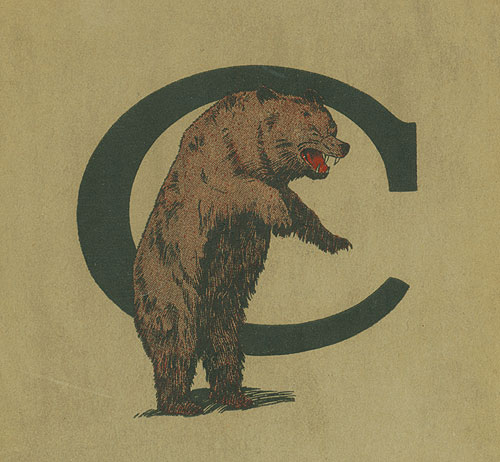
Une première version du logo des Bearcats réalisé en 1922.

  - Titres de conférence : 16 (BAC: 2, MAC: 4, MVC: 2, C-USA: 1, Big East: 4, AAC: 3)
  - Titres de division : 0
- Joueurs :
  - Meilleures statistiques individuelles des joueurs de Cincinnati (en).
  - Vainqueurs du Trophée Heisman : 0
  - Sélectionnés All-American par consensus : 5
- Hymne : Cheer Cincinnati
- Mascotte : un binturong dénommé The Bearcat
- Fanfare : Bearcat Marching Band
- Rivalités :
  - Tigers de Memphis
  - Redhawks de Miami
  - Cardinals de Louisville
  - Panthers de Pittsburgh
  - Musketeers de Xavier

### Palmarès
| Saison                                     | Conférence                       | Entraîneur         | Bilan global | Bilan de conférence |
| ------------------------------------------ | -------------------------------- | ------------------ | ------------ | ------------------- |
| 1933†                                      | Buckeye Athletic Conference (en) | Dana M. King (en)  | 07–2         | 3–1                 |
| 1934                                       | Buckeye Athletic Conference (en) | Dana M. King (en)  | 6–2–1        | 2–0–1               |
| 1947                                       | Mid-American Conference          | Ray Nolting (en)   | 07–3         | 3–1                 |
| 1949                                       | Mid-American Conference          | Sid Gillman (en)   | 07–4         | 4–0                 |
| 1951                                       | Mid-American Conference          | Sid Gillman (en)   | 10–1         | 3–0                 |
| 1952                                       | Mid-American Conference          | Sid Gillman (en)   | 8–1–1        | 3–0                 |
| 1963†                                      | Missouri Valley Conference       | Chuck Studley (en) | 06–4         | 3–1                 |
| 1964                                       | Missouri Valley Conference       | Chuck Studley (en) | 08–2         | 4–0                 |
| 2002†                                      | Conference USA                   | Rick Minter (en)   | 07–7         | 6–2                 |
| 2008                                       | Big East Conference              | Brian Kelly        | 11–3         | 6–1                 |
| 2009                                       | Big East Conference              | Brian Kelly        | 12–1         | 7–0                 |
| 2011†                                      | Big East Conference              | Butch Jones (en)   | 10–3         | 5–2                 |
| 2012†                                      | Big East Conference              | Butch Jones (en)   | 10–3         | 5–2                 |
| 2014†                                      | American Athletic Conference     | Tommy Tuberville   | 09–4         | 7–1                 |
| 2020                                       | American Athletic Conference     | Luke Fickell (en)  | 09–1         | 6–0                 |
| 2021                                       | American Athletic Conference     | Luke Fickell (en)  | 13–1         | 8–0                 |
| 15 titres de conférence dont 6 partagés(†) |                                  |                    |              |                     |

| Saison | Conférence                   | Division | Entraîneur        | Adversaire        | Résultat finale de conférence | Résultat finale de conférence |
| ------ | ---------------------------- | -------- | ----------------- | ----------------- | ----------------------------- | ----------------------------- |
| 2019   | American Athletic Conference | East     | Luke Fickell (en) | Tigers de Memphis | P                             | 24 – 29                       |

| Saison | Rang | Adversaire                   | Match                                | Résultat | Résultat |
| ------ | ---- | ---------------------------- | ------------------------------------ | -------- | -------- |
| 2021   | #4   | #1 Crimson Tide de l'Alabama | ½ finale – Cotton Bowl Classic 2021l | P        | 06 – 27  |

### Bowls
Le programme de football américain a disputé ses deux premiers matchs d'après saison régulière en 1898, le premier joué le 1er janvier 1898 contre le New Orleans Southern Athletic Club (victoire 16-0) et le deuxième joué le 3 janvier 1898 contre les Tigers de Louisiana State (LSU, victoire 28-0). Ces matchs ne sont pas reconnus comme des bowls universitaires par la NCAA.
† : Bien que répertorié dans les archives de la NCAA, le résultat du Glass Bowl 1979 n'a pas été officiellement reconnu par celle-ci. Néanmoins, Cincinnati tient en compte ce match dans ses statistiques.
| Saison                    | Entraïneur                     | Bowl                                       | Adversaire                         | Résultat | Résultat |
| ------------------------- | ------------------------------ | ------------------------------------------ | ---------------------------------- | -------- | -------- |
| 1946                      | Ray Nolting (en)               | Sun Bowl 1947                              | Hokies de Virginia Tech            | G        | 18 – 06  |
| 1949                      | Sid Gillman (en)               | Glass Bowl†                                | Rockets de Toledo                  | G        | 33 – 13  |
| 1950                      | Sid Gillman                    | Sun Bowl 1951                              | Buffaloes de West Texas State (en) | P        | 13 – 14  |
| 1997                      | Rick Minter (en)               | Humanitarian Bowl 1997                     | Aggies d'Utah State                | G        | 35 – 19  |
| 2000                      | Rick Minter                    | Motor City Bowl 2000                       | Thundering Herd de Marshall        | P        | 14 – 25  |
| 2001                      | Rick Minter                    | Motor City Bowl 2001                       | Rockets de Toledo                  | P        | 16 – 23  |
| 2002                      | Rick Minter                    | New Orleans Bowl 2002                      | Mean Green de North Texas          | P        | 19 – 24  |
| 2004                      | Mark Dantonio (en)             | Fort Worth Bowl 2004                       | Thundering Herd de Marshall        | G        | 32 – 14  |
| 2006                      | Brian Kelly                    | International Bowl 2007                    | Broncos de Western Michigan        | G        | 27 – 24  |
| 2007                      | Brian Kelly                    | PapaJohns.com Bowl 2007                    | Golden Eagles de Southern Miss     | G        | 31 – 21  |
| 2008                      | Brian Kelly                    | Orange Bowl 2009                           | Hokies de Virginia Tech            | P        | 07 – 20  |
| 2009                      | Jeff Quinn (en) (intérim)      | Sugar Bowl 2010                            | Gators de la Floride               | P        | 24 – 51  |
| 2011                      | Butch Jones (en)               | Liberty Bowl 2011                          | Commodores de Vanderbilt           | G        | 31 – 24  |
| 2012                      | Steve Stripling (en) (intérim) | Belk Bowl 2012                             | Blue Devils de Duke                | G        | 48 – 34  |
| 2013                      | Tommy Tuberville               | Belk Bowl 2013                             | Tar Heels de la Caroline du Nord   | P        | 17 – 39  |
| 2014                      | Tommy Tuberville               | Military Bowl 2014                         | Hokies de Virginia Tech            | P        | 17 – 33  |
| 2015                      | Tommy Tuberville               | Hawaii Bowl 2015                           | Aztecs de San Diego State          | P        | 07 – 42  |
| 2018                      | Luke Fickell (en)              | Military Bowl 2018                         | Hokies de Virginia Tech            | G        | 35 – 31  |
| 2019                      | Luke Fickell                   | Birmingham Bowl 2020                       | Eagles de Boston College           | G        | 38 – 06  |
| 2020                      | Luke Fickell                   | Peach Bowl 2021                            | Bulldogs de la Géorgie             | P        | 21 – 24  |
| 2021                      | Luke Fickell                   | Cotton Bowl Classic 2021 (½ finale du CFP) | Crimson Tide de l'Alabama          | P        | 06 – 27  |
| 2022                      | Kerry Coombs (en) (intérim)    | Fenway Bowl 2022                           | Cardinals de Louisville            | P        | 07 – 24  |
| 10 victoires, 12 défaites |                                |                                            |                                    |          |          |

### Distinctions, trophées
| Saison                               | Joueur               | Poste |
| ------------------------------------ | -------------------- | ----- |
| 2000                                 | Jonathan Ruffin (en) | K     |
| 2007                                 | Kevin Huber (en)     | P     |
| 2008                                 | Kevin Huber (en)     | P     |
| 2021                                 | Sauce Gardner        | DB    |
| 2022                                 | Ivan Pace Jr. (en)   | LB    |
| Reference : UC Football Media Guide. |                      |       |

| Saison                                                    | Trophée          | Joueur               | Poste |
| --------------------------------------------------------- | ---------------- | -------------------- | ----- |
| 2000                                                      | Lou Groza Award  | Jonathan Ruffin (en) | K     |
| 2021                                                      | Jim Thorpe Award | Coby Bryant (en)     | DB    |
| References : UC Football Media Guide:78, Associated Press |                  |                      |       |

L'université de Cincinnati a honoré les joueurs suivants en inscrivant leurs noms et numéros dans le Nippert Stadium :
| N° | Joueur               | Poste         | Saisons   |
| -- | -------------------- | ------------- | --------- |
| 05 | Tom Marvaso          | Safety        | 1973–1975 |
| 08 | Gino Guidugli (en)   | Quarterback   | 2001–2004 |
| 08 | Danny McCoin         | Quarterback   | 1984–1987 |
| 12 | Greg Cook            | Quarterback   | 1966–1968 |
| 16 | Jacky Lee (en)       | Quarterback   | 1957–1959 |
| 16 | Jonathan Ruffin (en) | Placekicker   | 1999–2002 |
| 19 | Shaq Washington      | Wide receiver | 2011–2015 |
| 27 | Tom O'Malley         | Quarterback   | 1947–1949 |
| 28 | Gene Rossi           | Quarterback   | 1950–1952 |
| 29 | Bill Shalosky        | Guard         | 1950–1952 |
| 30 | Mike Woods (en)      | Linebacker    | 1975–1977 |
| 30 | Reggie Taylor (en)   | Running back  | 1983–1986 |
| 47 | Kevin Huber (en)     | Punter        | 2005–2008 |
| 62 | Dick Goist           | Running back  | 1951–1954 |

| Intronisé            | Poste                | Classe | Saisons   | Réf.   |
| -------------------- | -------------------- | ------ | --------- | ------ |
| Frank Cavanaugh (en) | Entraineur principal | 1954   | 1898      | [ 12 ] |
| George Little (en)   | Entraineur principal | 1955   | 1914–1915 | [ 13 ] |
| Sid Gillman (en)     | Entraineur principal | 1989   | 1949–1954 | [ 14 ] |

### Les entraîneurs
Les Bearcats ont eu 60 entraîneurs principaux (en). L'équipe s'est gérée elle même entre 1885 et 1893 sans entraîneur principal.  

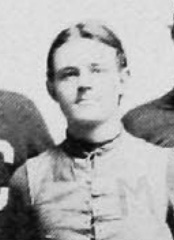
Will Durant 1er entraîneur (1894–1895)
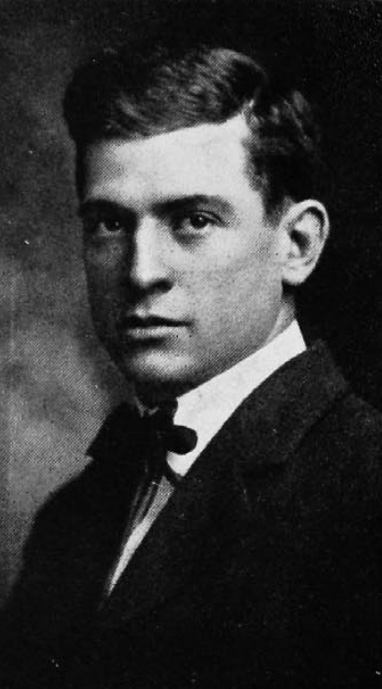
Robert Burch (1909–1911)
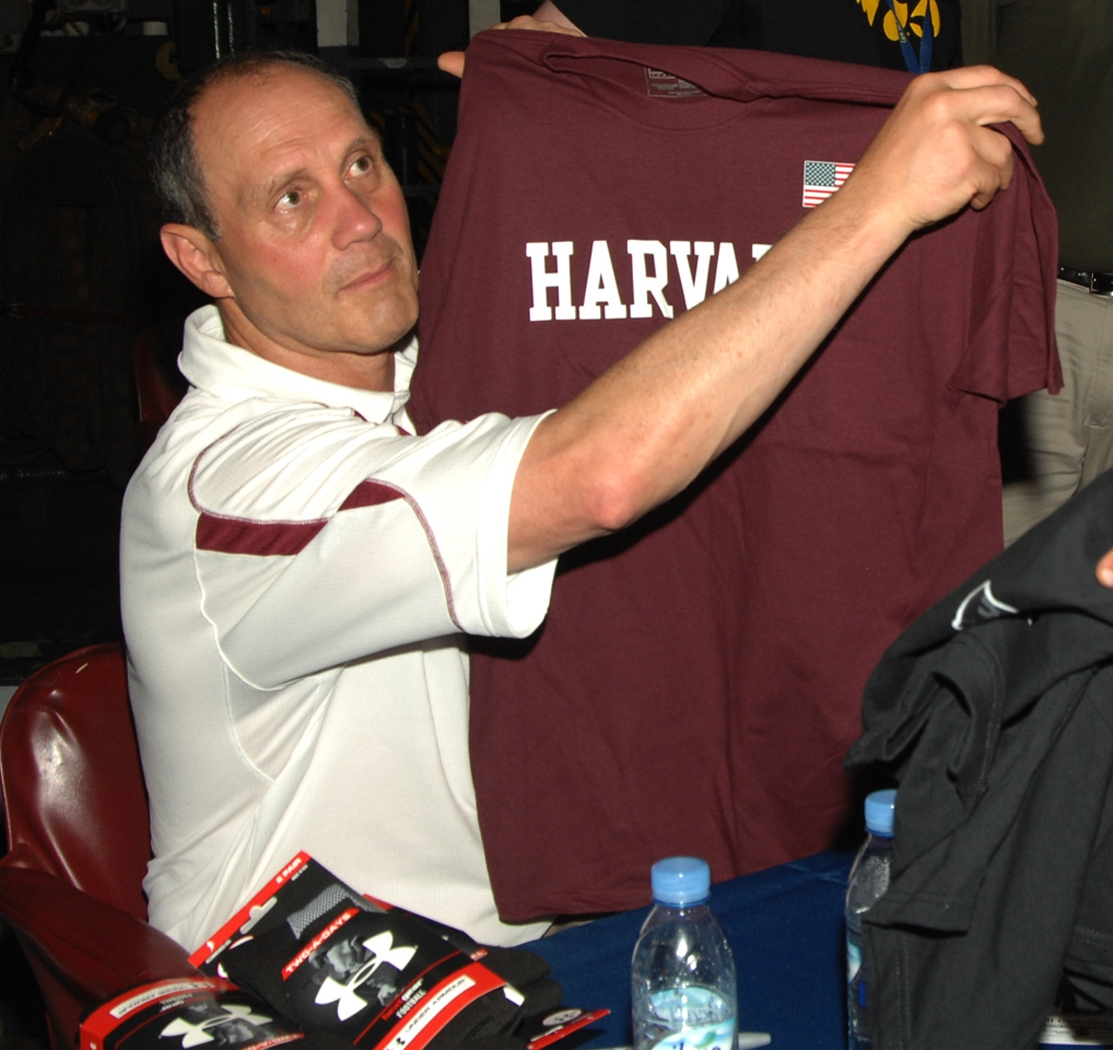
Timothy Murphy (1989–1993)
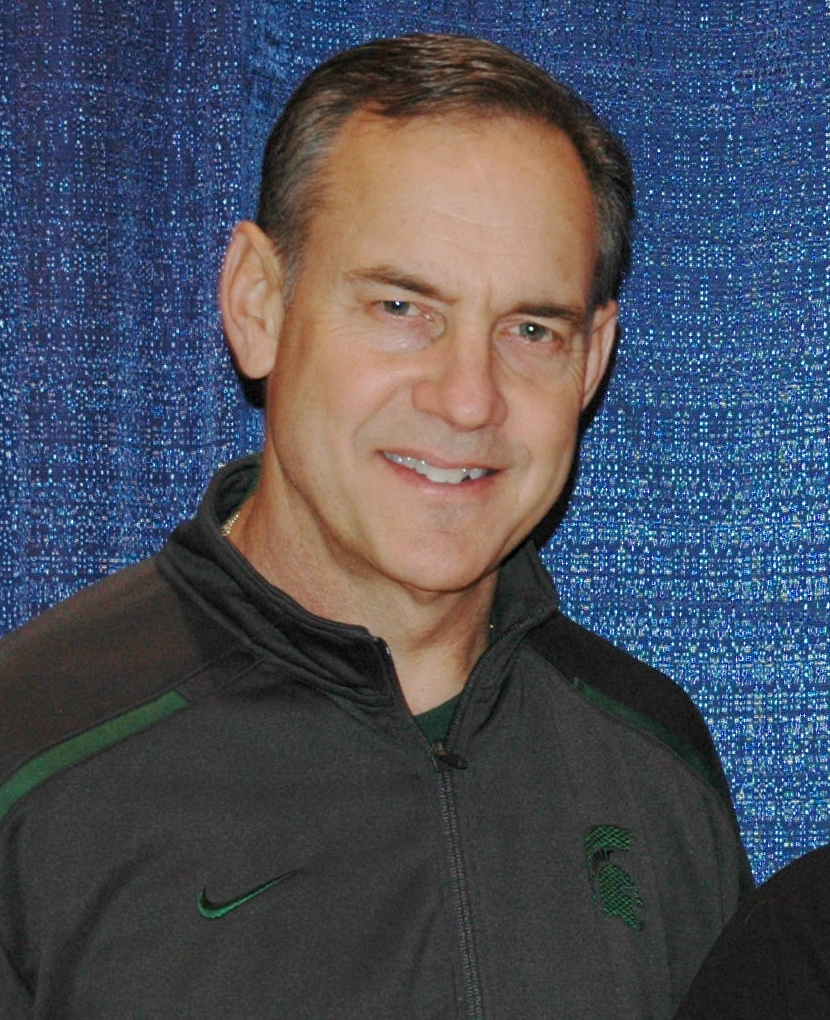
Mark Dantonio (2004–2006)
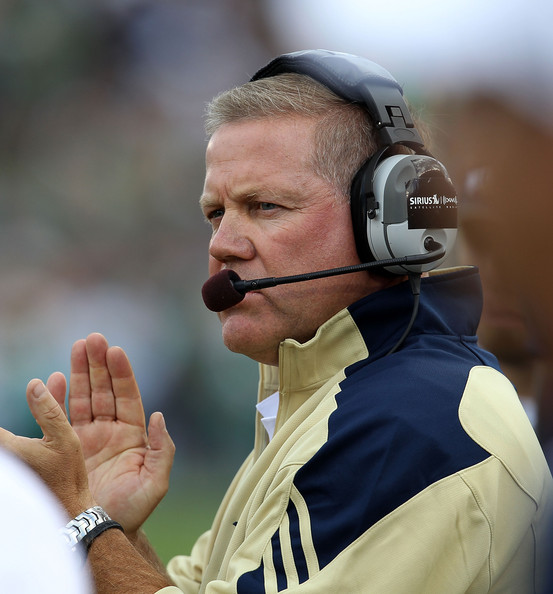
Brian Kelly (2006-2009)
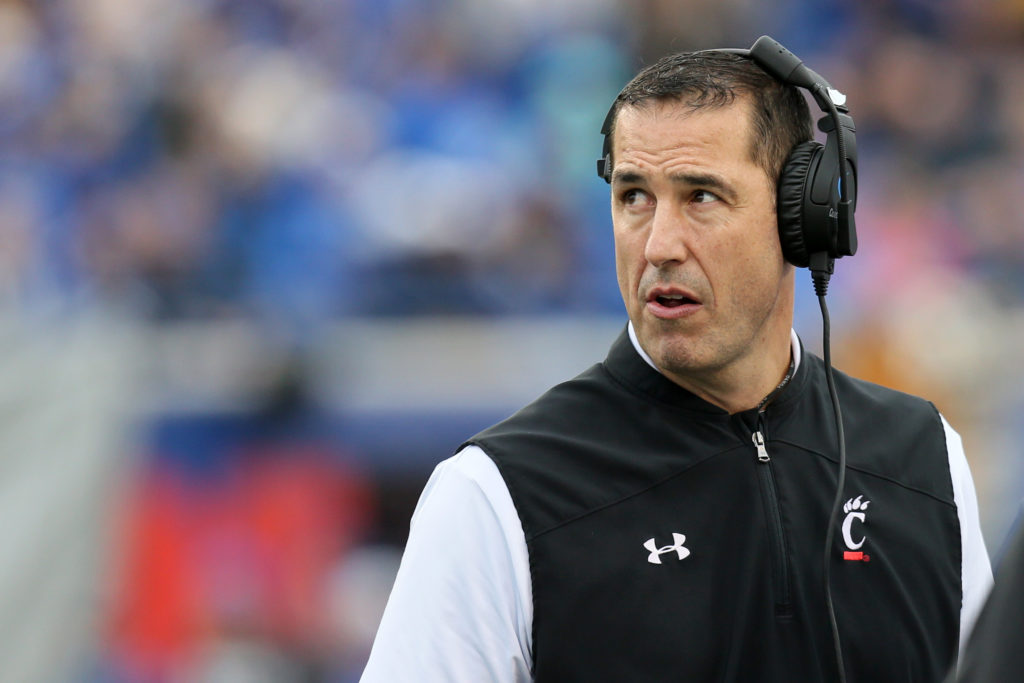
Luke Fickell (2017-2022)

### Nippert Stadium
Le Nippert Stadium est le stade des Bearcats depuis 1901. Rudimentaire à sa création, il est amélioré et terminé en 1924 faisant de lui le 4e terrain le plus ancien et le 5e plus vieux stade du football universitaire.
En 2014 et 2015 (jusque avant le premier match de la saison), le stade est rénové pour un montant de 86 millions de $. Les matchs de la saison 2014 ont été joués au Paul Brown Stadium également situé à Cincinnati.
Le Nippert a la réputation d'être un stade où il n'est pas aisé pour les équipes visiteuses de jouer. Un chroniqueur national, présent au match de rivalité The Keg of Nails (en) 2013 joué à guichets fermés, a décrit le stade Nippert comme un « endroit pittoresque où règne le bruit de la colère au sein d'une architecture remarquable ». Il poursuit en comparant le stade à une petite Vallée de la Mort en faisant référence au surnom du Tiger Stadium, stade également très intimidant de LSU).
En 2012, le quotidien national USA Today désigne le Nippert Stadium comme le meilleur stade de la Big East Conference.
Les Bearcats y ont enregistré une série de 14 victoires consécutives étalées sur les saisons 2008 à 2010. Ils ont actuellement une série en cours de 25 victoires consécutives contre Connecticut, série ayant débuté lors du dernier match de la saison 2017.

### Rivalités
| Équipes                 | Nom du match                    | Bilan Bearcats | Bilan Bearcats | Bilan Bearcats | Bilan Bearcats | Bilan Bearcats | 1er match | Dernier match |
| ----------------------- | ------------------------------- | -------------- | -------------- | -------------- | -------------- | -------------- | --------- | ------------- |
| Équipes                 | Nom du match                    | Nb.            | V.             | D.             | N.             | %              | 1er match | Dernier match |
| Tigers de Memphis       | - (lien vers la page US) (en)   | 037            | 14             | 23             | 0              | 37,8           | 1966      | 2020          |
| Redhawks de Miami       | Victory Bell (en)               | 127            | 60             | 60             | 07             | 47,2           | 1888      | 2023          |
| Cardinals de Louisville | The Keg of Nails (en)           | 054            | 30             | 23             | 01             | 55,5           | 1929      | 2022          |
| Panthers de Pittsburgh  | River City Rivalry              | 013            | 05             | 08             | 0              | 38,4           | 1921      | 2012          |
| Musketeers de Xavier    | - (page US de la rivalité) (en) | 030            | 18             | 12             | 0              | 60             | 1918      | 1973          |

### Mascotte

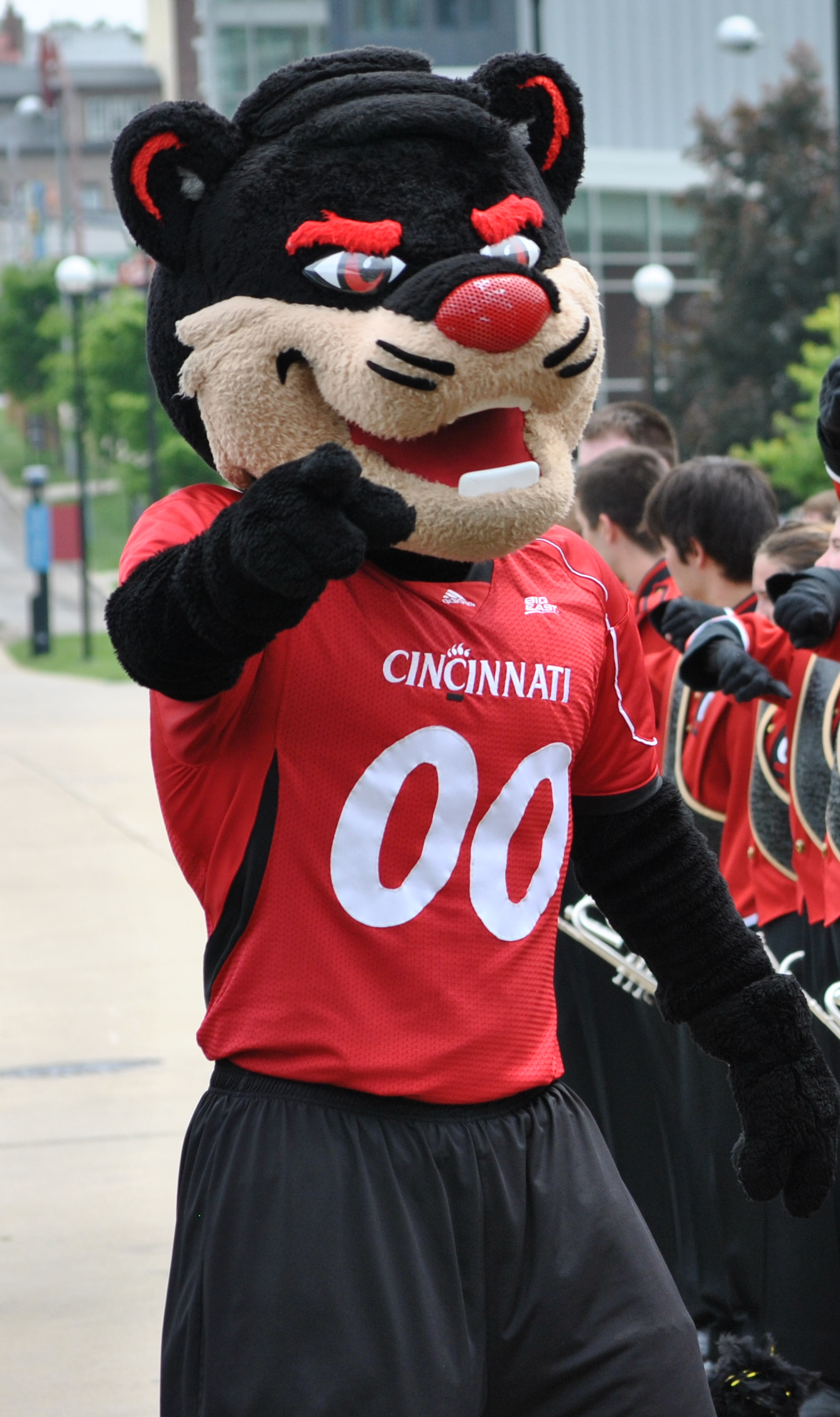
Le Bearcat.

Le Bearcat devient la mascotte de l'université le 31 octobre 1914 à l'occasion d'un match contre les Wildcats du Kentucky. Les acteurs clés de sa naissance étaient un joueur vedette de l'université nommé Baehr, une pom-pom girl créative et un dessinateur talentueux. Au cours de la seconde mi-temps de ce match de football assez indécis, la pom-pom girl, Norman « Pat » Lyon, s'appuyant sur les efforts du fullback, Leonard K. « Teddy » Baehr, lance en chantant : « Ce sont peut-être des Wildcats, mais nous avons un Baehr-Cat de notre côté. » (en anglais:They may be Wildcats, but we have a Baehr-cat on our side).
La foule a continué en criant : « Allez, Baehr-cat ! ». Cincinnati remporte le match 14-7 et la victoire est commémorée par une caricature publiée le 3 novembre en première page du journal hebdomadaire estudiantin University News. Le dessin de John « Paddy » Reece, représentait un Wildcat (chat sauvage) de Kentucky débraillé poursuivi par une créature étiquetée « Cincinnati Bear Cat ».
Le nom va rester, mais après que Teddy Baehr eut avoir obtenu son diplôme en 1916, il cesse d'être utilisé, du moins en version imprimée, pendant quelques années. Le 15 novembre 1919, Cincinnati joue en déplacement contre les Volunteers du Tennessee. Le terme Bearcats apparait pour la première fois dans un média majeur lorsque Frederick Bushnell « Jack » Ryder (en), rédacteur pour The Cincinnati Enquirer, l'utilise pour désigner l'équipe de Cincinnati dans une de ses dépêches rédigée en cours de match. Depuis lors, les équipes de l'université sont régulièrement appelées Bearcats.
En 2008, le Zoo de Cincinnati adopte une binturong de 3 mois (également appelé « Bearcat » ou chat-ours). Après un appel au public, elle est dénommée « Lucy ». Elle devient une figure éminente de l'Université de Cincinnati et on pouvait souvent la voir sur le campus (à Sheakley Lawn) avant les matchs de football à domicile. Elle prend sa retraite de mascotte le 30 août 2019.

### Hymne
| Cheer Cincinnati, Cincy will win Fight to the finish, never give in You do your best, boys, we'll do the rest, boys Onward to victory ! Go Red! Go Black! Go Bearcats ! Fight ! B-E-A-R-C-A-T-S go UC ! Cheer Cincinnati, Cincy will win Fight to the finish, never give in You do your best, boys, we'll do the rest, boys Onward to victory ! |

### Traditions

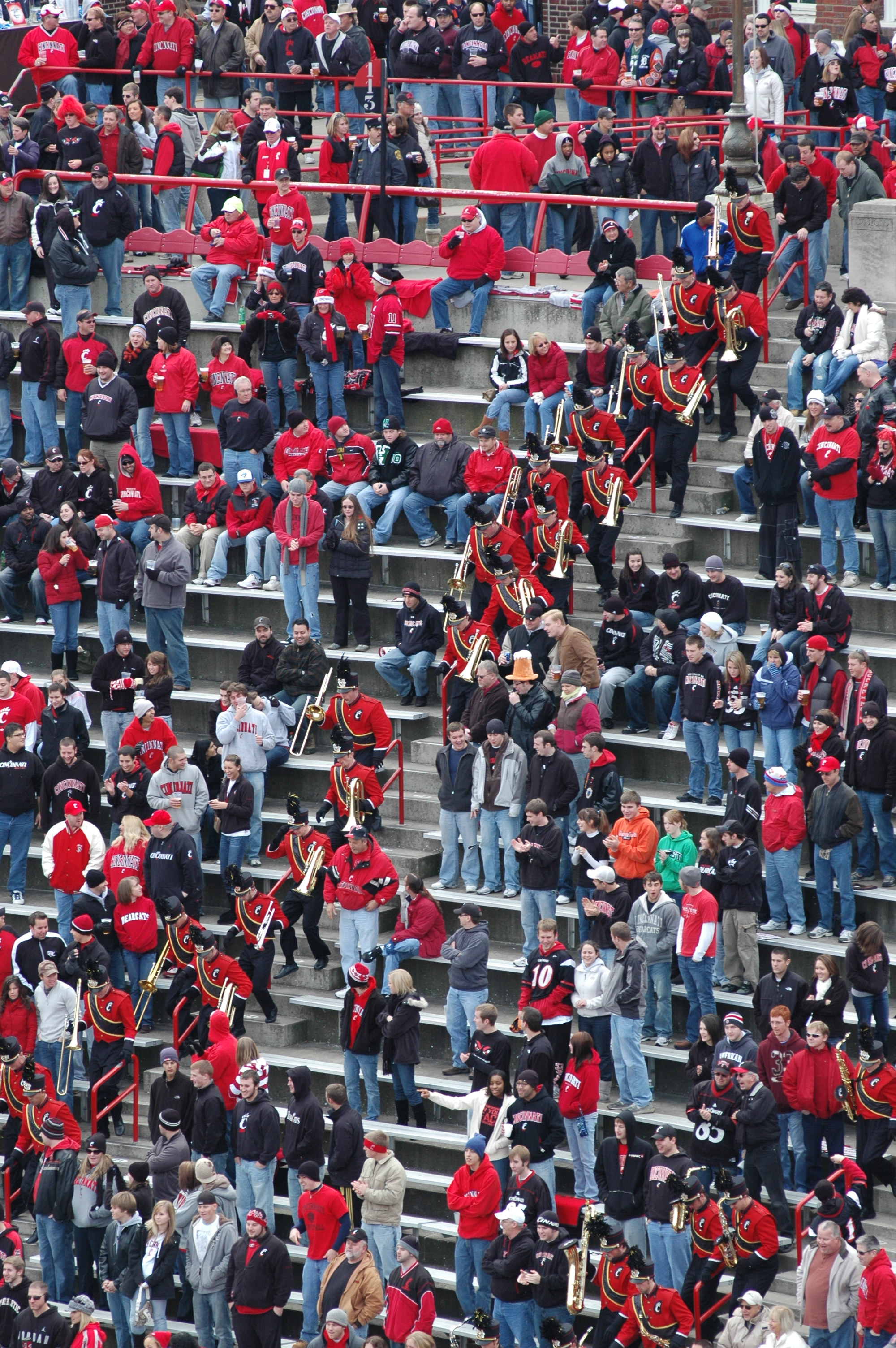
La fanfare descendant les marches du stade pour se rendre sur la pelouse avant le début du match.

Lors des matchs à domicile, quelques traditions ont vu le jour au fil des ans :
- The Charge Down the Stadium Steps :

La meilleure tradition des jours de match à domicile est probablement réalisée par la fanfare universitaire qui joue "Army Fanfare sur le sommet du stade Nippert avant de descendre en courant les escaliers du stade pour se regrouper sur le terrain.
- The Cat Walk :

Avant chaque match à domicile, l'équipe rejoint le stade en marchant à partir de son hôtel en passant par la fraternité Sigma Sigma. Les supporters se trouvent de part et d'autre du chemin parcouru.
- Crowd-surfing mascot :

La mascotte Bearcat surfe sur la foule dans la section étudiante pendant les matchs.
- Le thème d'Halloween :

Dans une tradition récente, le préposé à la sonorisation du stade lance le thème d'Halloween sur les troisièmes essais des adversaires ainsi qu'avant les jeux adverses importants. Quand l'équipe et les supporters portent du noir, cela devient assez intimidant pour l'adversaire.

## Autres sports

### Basket-ball
L'équipe masculine de basket-ball a été emmenée par Oscar Robertson de 1956 à 1960. Elle remporte le championnat de basket-ball masculin de la division I de la NCAA en 1961 et 1962, les deux fois contre Ohio State. Finaliste en 1963, Cincinnati participe une nouvelle fois au Final Four en 1992.
Depuis 1927, les basketteurs affrontent chaque année leurs voisins de l'université Xavier à l'occasion d'un match de rivalité surnommé le « Crosstown Shootout ».
Les plus célèbres joueurs de basket-ball ayant joué pour Cincinnati sont Sandy Koufax et Miller Huggins (en).

### Tennis
Le joueur de tennis le plus connu ayant joué pour Cincinnati est Tony Trabert.

### Natation
Les titres nationaux du « 200 m papillon » a été remporté en 1946 par Charles Keating et du « 50 yards nage libre » (46 m) a été remporté par Josh Schneider en 2010. En plongeon, ce sont Pat Evans (plongeoir homme à 3 m en 1989) et Becky Ruehl (plongeoir femme à 10 m en 1996) qui ont remporté le titre national.

### Danse
L'équipe de danse a remporté cinq championnats nationaux soit en 2004, 2005, 2006, 2009 et 2015. C'est la première équipe de l'histoire de l'université à remporter trois titres nationaux consécutifs. Le programme reste l'un des meilleurs de danse du pays et constitue l'équipe la plus gagnante de l'histoire de l'Université de Cincinnati.

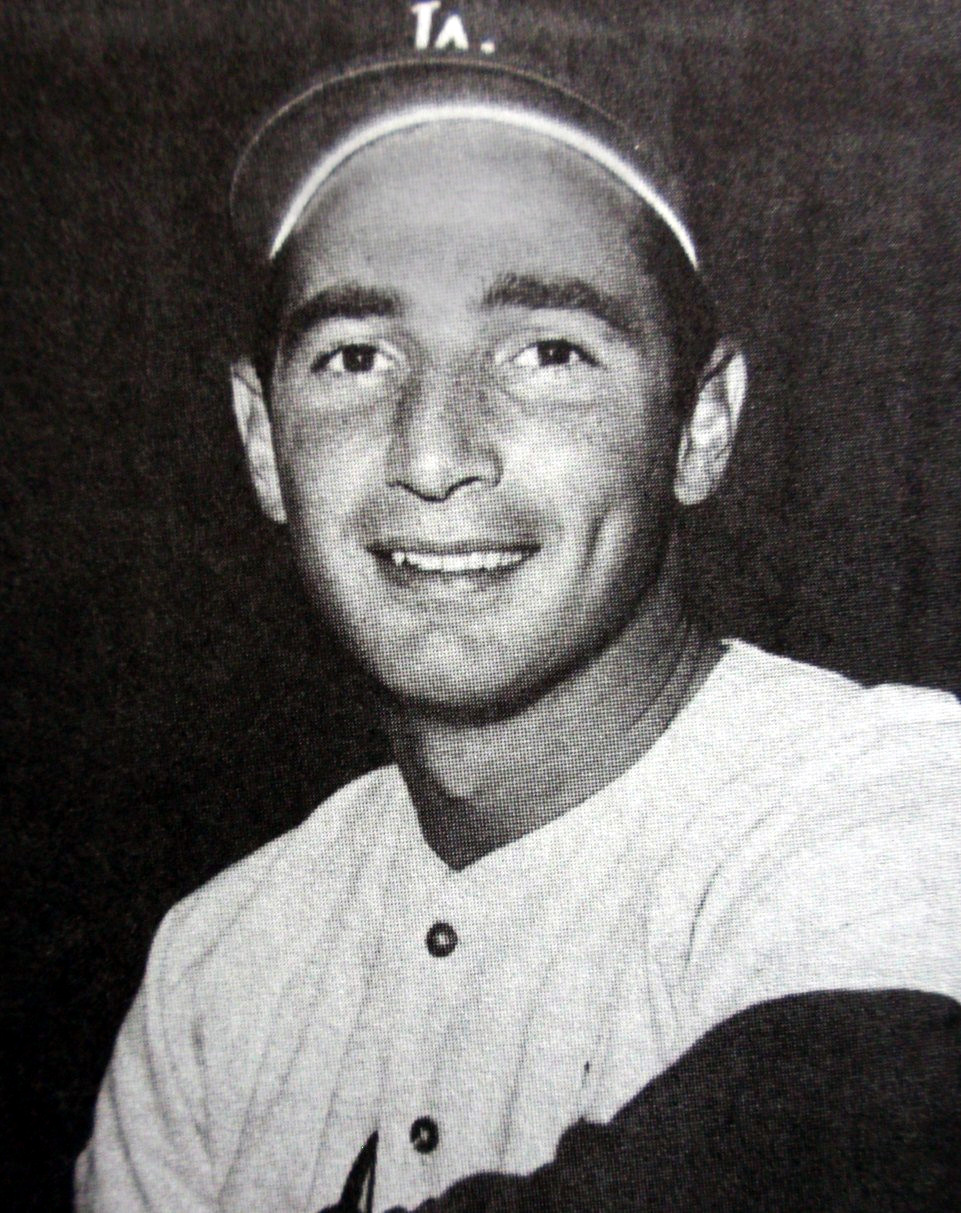
Sandy Koufax, Hall of Famer, baseball
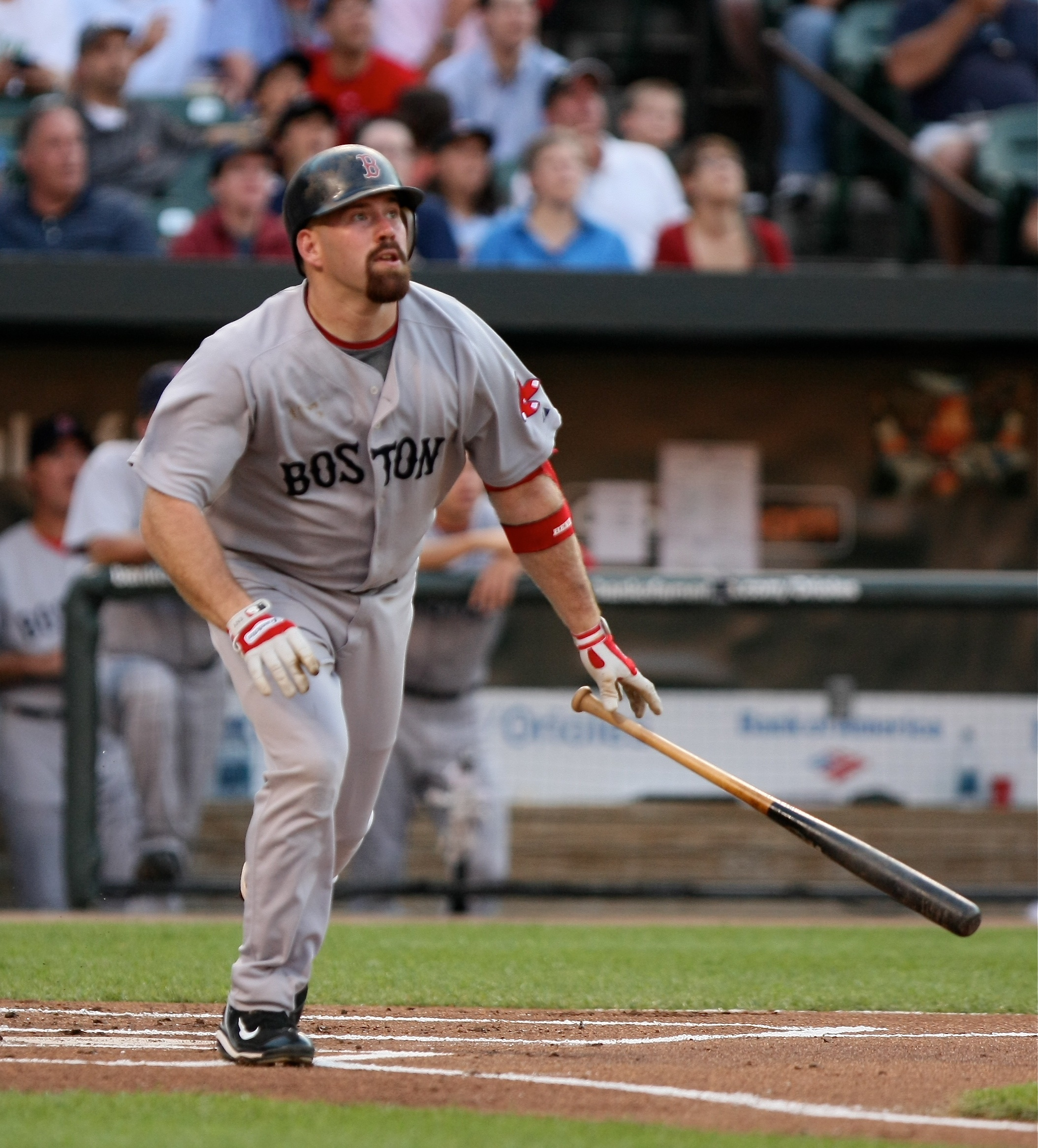
Kevin Youkilis, All Star, baseball
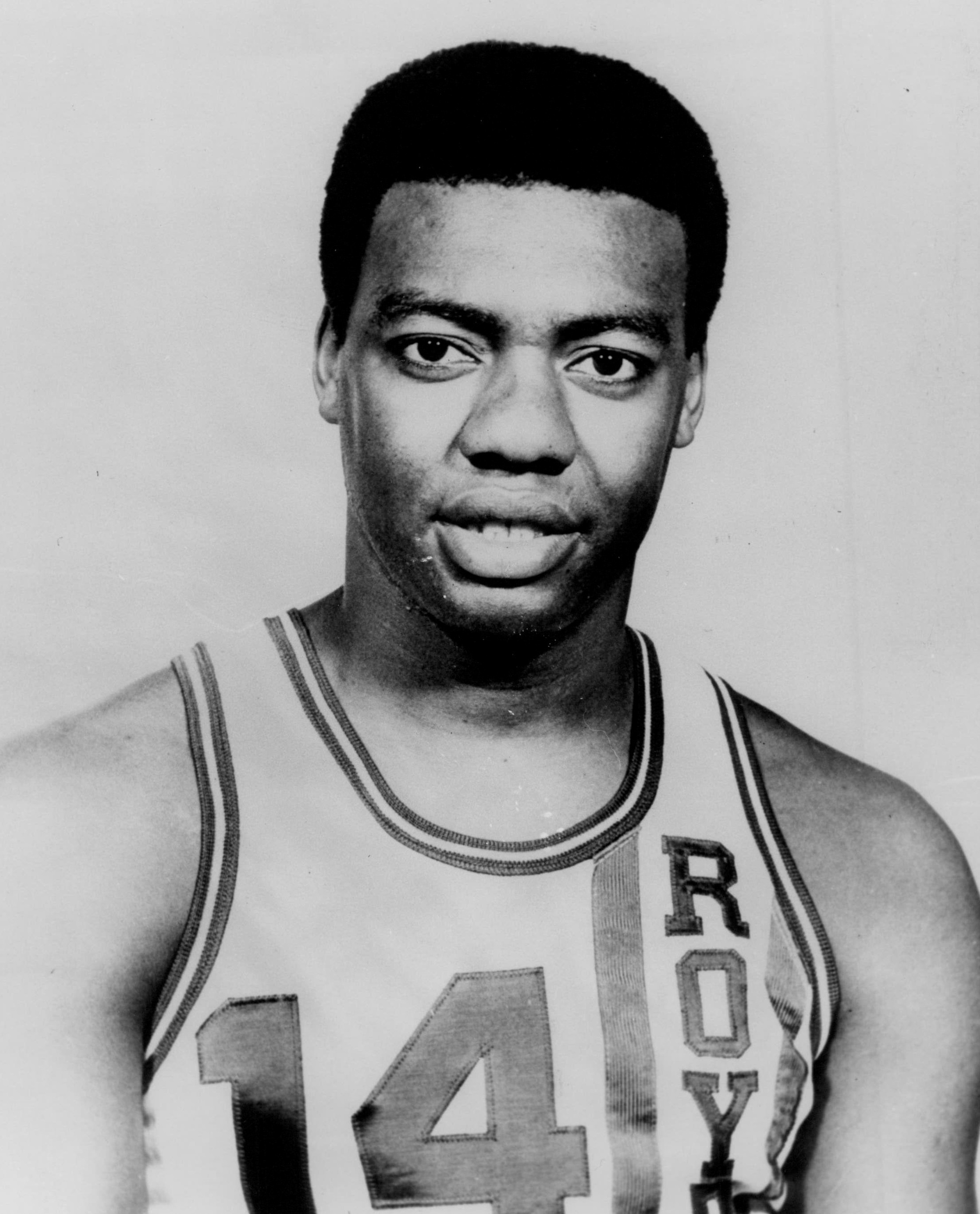
Oscar Robertson, Hall of Famer, basket-ball
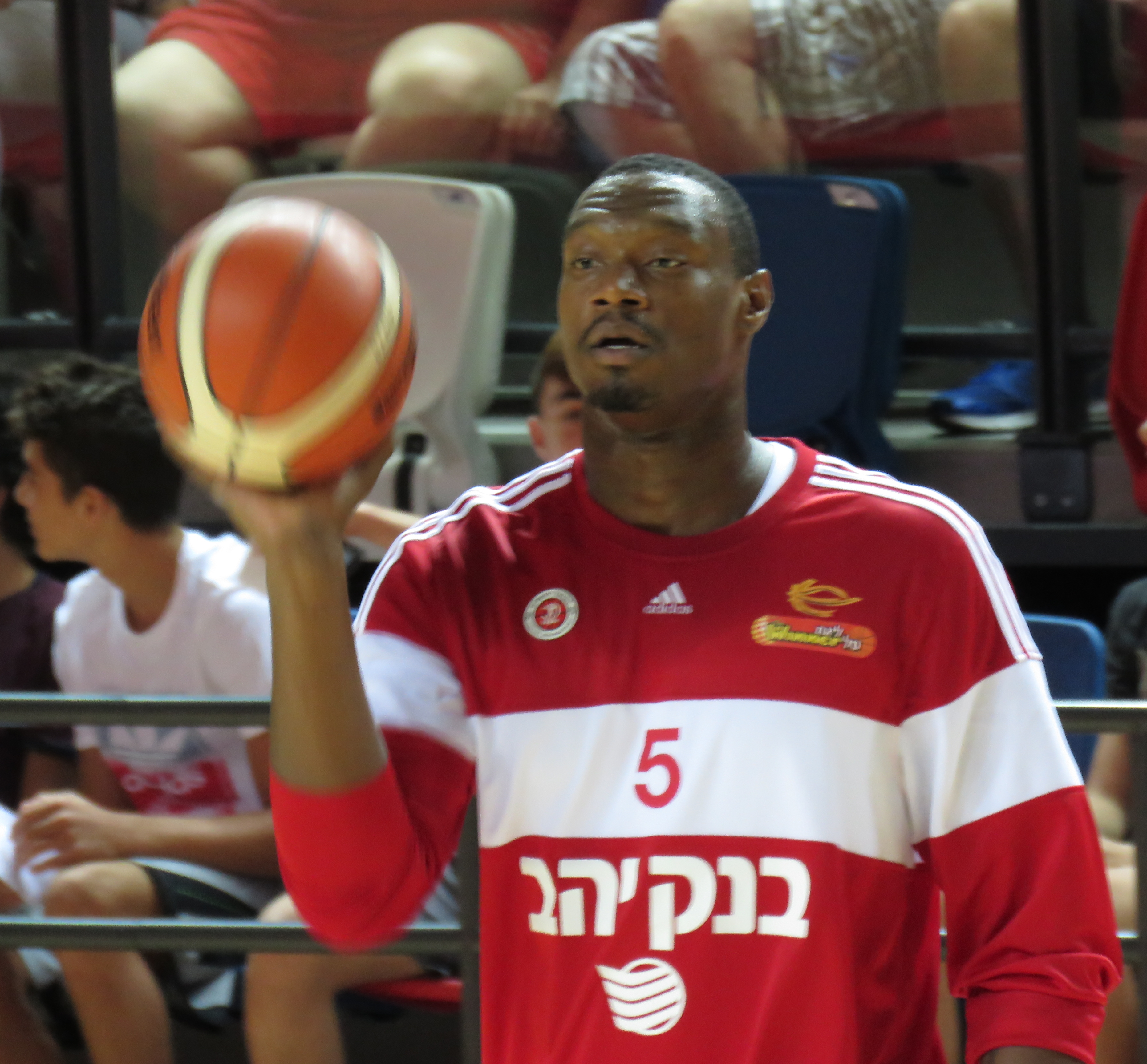
Yancy Gates, basket-ball
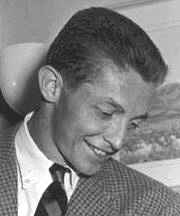
Tony Trabert, tennis
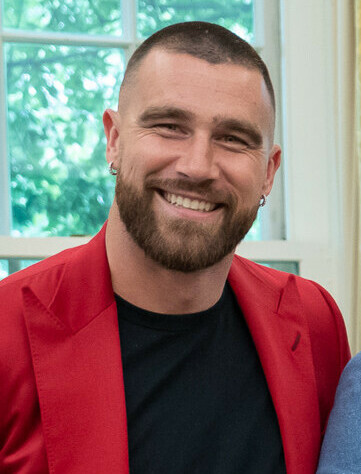
Travis Kelce, football américain